# Glen Gilmore
Glen Gilmore (* 25. Mai 1971) ist ein australischer Polospieler mit einem Handicap von 7.
Da sein Vater international als Polospieler aktiv war, wuchs Gilmore mit dem Sport auf.
Nach seinem Universitätsabschluss wurde er professioneller Polospieler und hat in den wichtigsten Polosportländern der Welt gespielt, darunter Großbritannien, Frankreich, Spanien, USA, Chile, Argentinien, Südafrika, Neuseeland und Dubai.
Gilmore war zehn Jahre lang Kapitän des Australischen Poloteams und repräsentierte sein Land beim "Cartier International Day", welches sie in den Jahren 2003 und 2005 gewinnen konnten. 2010 gewann er mit seinem Team Cartier beim St. Moritz Polo World Cup on Snow.
Gilmore ist Vertreter der professionellen Polospieler des britischen Poloclubs "Guards Polo Club".
Gilmore pendelt zwischen seiner Heimat Australien und England, wo er etwa die Hälfte des Jahres lebt. Er ist verheiratet und hat zwei Kinder (Sohn Lachie und Tochter Lucia).